# Urban gardening
Urban gardening er en tendens i tiden som går ud af at dyrke haven og naturen i byen. Ordet er engelsk og betyder ”bymæssig havebrug” og tanken er at skabe haver i byen og udnytte den plads der nu engang er til rådighed.
Det kan foregå i mange variationer så som dyrkning indenfor, dyrkning i altankasser og krukker eller beholdere på altanen. Det kan være kolonihaver, lommeparker, opdyrkede gårdhaver samt havebrug på tage. Det hele gøres ofte med tanke på at dyrke naturen og det grønne så lokalt og bæredygtigt som muligt.
Da man i byen ofte er udfordret med kun at have lidt plads til rådighed, så ser man ofte en stor kreativitet i udnyttelsen af den plads der er.
Derfor dyrkes der i højere grad vertikalt - altså opad, for at udnytte pladsen bedst muligt. Det kan f.eks. være dyrkning på plantevægge, trappesystemer, altankasser og lignende.
Dertil er jorden i byen ofte ikke så anvendelig, og derfor ser man ofte dyrkning i højbede - som gør det muligt at skabe god jord uden forurening.